# Cindy Amaiza
Cindy Amaiza es una microbióloga, biotecnóloga y activista keniana contra el VIH/sida. Es socia del Partnership to Inspire, Transform and Connect the HIV response (PITCH), organización asociada a Ambassador for Youth and Adolescent Reproductive Health Program (AYARHEP).
En 2017 fundó la coordinadora nacional de The Organization of Young People Living with HIV in Kenya (Y+ Kenya), una organización que reúne a jóvenes con el VIH de seis organizaciones kenianas distintas en una red nacional. Es la primera mujer, y la más joven de Kenia, que forma parte de la Global Fund Kenya Secretariat, liderando los procesos del programa Adolescents and Young People (AYP).

## Trayectoria
Poco después de fundar Y+ Kenya, a finales de 2017, Amaiza, como coordinadora nacional, descubrió que muchos de sus compañeros estaban tomando medicamentos antirretrovirales caducados. A través de Y+ Kenya planteó el problema al Ministerio de Salud de Kenia, que inicialmente negó la existencia del problema. Después de que la red presentara el testimonio de unos 40 jóvenes, el Ministerio afirmó que los antirretrovirales tenían una vida útil tres meses más allá de la fecha de caducidad, pero ante el aumento de la presión del grupo de Amaiza, el Ministerio se puso en contacto con los centros de salud implicados y dispuso que se enviaran nuevos medicamentos de reemplazo. El grupo también hizo campaña para que se consultara a más personas seropositivas en las decisiones del Ministerio de Salud y del Consejo Nacional de Control del sida.
A partir de 2019, Y+ Kenia contaba con seis organizaciones miembros, todas dirigidas por personas de entre 10 y 30 años de edad. Cada una se centra en diferentes cuestiones, como el sexo transaccional, la salud y los derechos sexuales y reproductivos de los adolescentes, la salud mental, las jóvenes trabajadoras del sexo y  consumidoras de drogas.
Amaiza también ha trabajado para mejorar la asistencia sanitaria universal (CSU) de Kenia. Los jóvenes con VIH hicieron campaña en contra de su lanzamiento, ya que el Fondo Nacional del Seguro de Salud habría requerido pagos entre 6 y 12 meses antes del acceso a la atención sanitaria, además por su poca cobertura. El grupo de Amaiza encuestó a su comunidad, recopiló las opiniones sobre cómo mejorar el plan de cobertura universal de salud y abogó por que algunas de esas ideas se incluyeran en el Marco Estratégico sobre el sida de Kenia (KASF).